# آبین‌ویل
آبین‌ویل (به فرانسوی: Abainville) یک کامین در فرانسه با جمعیت ۳۱۰ نفر است که در Canton of Gondrecourt-le-Château واقع شده‌است.